# Serge Tretiakov
Serge Tretiakov (en russe : Сергей Михайлович Третьяков, Sergueï Mikhaïlovitch Tretiakov) est un poète, écrivain, dramaturge et théoricien constructiviste russe né le 8 juin 1892 (20 juin dans le calendrier grégorien) à Goldingen dans le gouvernement de Courlande (Empire russe) et mort fusillé le 10 septembre 1937 à Moscou en URSS.

## Biographie
Il est né dans la famille de huit enfants d'un enseignant russe, Mikhaïl Constantinovitch Tretiakov, et de son épouse Elfriede (dite Elisabeth) Meller, de confession luthérienne et d'ascendance allemande et hollandaise. Tretiakov termine ses études secondaires au lycée de Riga en 1913.
Il est diplômé en 1916 de la faculté de droit de l'Université d'État de Moscou. Il commence à écrire des vers inspirés du symbolisme dès la fin du lycée. Il est un animateur important du futurisme russe avec David Bourliouk dès 1916. 
Il part ensuite pour Vladivostok après la Révolution d'Octobre. Il collabore là-bas aux revues Création et Fenêtre et son premier livre de poésie, Pause de fer, paraît en 1919 à Vladivostok, ensuite il part pour Harbin en Chine. Il est ami avec Sergueï Alymov. Il devient socialiste-révolutionnaire (SR). 
Il rejoint Moscou en 1922 où il est un animateur constant du LEF de Vladimir Maïakovski et un collaborateur de première importante de Vsevolod Meyerhold pour lequel il écrit de nombreuses pièces après avoir travaillé avec Sergueï Eisenstein. 
Il voyage en 1930-1931 en Allemagne, en Autriche et au Danemark. C'est à l'occasion de ce voyage qu'il noue des contacts étroits avec Brecht et Piscator. Il défend les positions les plus radicales de l'avant-garde esthétique soviétique, fidèle au futurisme russe. Néanmoins, en 1934, il se rallie au réalisme socialiste dans l'espoir d'un rapprochement international des écrivains luttant contre le fascisme. Il n'est pas épargné par les purges de 1937, arrêté et emprisonné à la prison moscovite de Boutyrskaïa avant d'être fusillé.
Il a entretenu une importante correspondance avec Bertolt Brecht, rencontré lors d'un séjour à Berlin en 1931 et qui le considérait comme un « maître ». Tretiakov est l'un des premiers traducteurs de Brecht en russe.
L'actrice Olga Tretiakova a été sa femme.

## Traductions en français
- Dans le front gauche de l'art, Maspéro, 1977
- Hurle, Chine ! et autres Pièces, L'Âge d'Homme, 1990
- Animaux à mimer, avec Alexandre Rodtchenko, Memo, 2010